# 彼得·格魯金斯基
彼得二世（1920年3月28日—1984年8月13日），全名彼得·彼得洛维奇·格鲁金斯基（პეტრე გრუზინსკი），格鲁吉亚王室卡赫希系王位继承人。
彼得·彼得洛维奇亲王是格鲁吉亚末代国王吉奥尔基十二世的后裔。他是格鲁吉亚巴格拉季昂尼王朝卡赫希系王位继承人彼得一世·亚历山德罗维奇与妻子叶莲妮·塔罕-穆拉维（Elene Tarhan-Mouravi）的次子。他是格鲁吉亚著名的诗人和歌词作者，格鲁吉亚首都第比利斯的市歌《第比利斯之歌》的歌词便是他所做。此外他还与格鲁吉亚著名作曲家基亚·坎切利合作了许多歌曲。
1939年他的长兄家族族长康斯坦丁·彼得洛维奇亲王去世，他继位成为格鲁吉亚王室卡赫希系王位继承人彼得二世。同年，与凯特万·费利蒙诺夫娜·西拉泽（Kethavan Filimonovna Siradze，1915年生）结婚，有二女：达利（Dali，1939年生）与姆泽文娜（Mzevinar，1945年生）。离婚后又娶了利雅·季米特里耶夫娜·姆格拉泽（Liya Dimitrievna Mgeladze，1926年生），有一子：努格扎尔（Nugzar，1950年生）。
1957年，卡特利系穆赫拉尼公爵家族的族长伊拉克略三世称格鲁吉亚王室家族首脑。彼得二世于1984年去世，終年64歲，子努格扎尔继承了他的头衔。